# Un drame au château d'Acre
Un drame au château d'Acre er en fransk stumfilm fra 1915 af Abel Gance.

## Medvirkende
- Yvonne Briey
- Henri Maillard
- Aurelio Sidney
- Jacques Volnys
- Jean Toulout som Ermont